# Przystanek Woodstock 2014: Bednarek
Przystanek Woodstock 2014: Bednarek – drugi album koncertowy polskiego zespołu Bednarek. Wydany został 4 grudnia 2014 roku nakładem wytwórni płytowych Złoty Melon i Rockers Publishing. Wydawnictwo składa się z płyty CD oraz DVD, zawierających zapis koncertu, zarejestrowanego 31 lipca 2014 roku podczas występu zespołu na 20. Przystanku Woodstock.

Laureat nagrody Złotego Bączka - plebiscytu woodstockowej publiczności, nie zawiódł nikogo. Mimo że ubiegłoroczne wydawnictwo koncertu Kamila Bednarka jest wciąż świeżą pozycją, to zdecydowaliśmy się aby także i ten koncert wydać w postaci CD oraz DVD. Kamil wręcz eksploduje ogromną energią, radością, poczuciem swojej wartości, a nocny koncert w anturażu niezwykłych efektów świetlnych dodał niecodziennego charakteru i uczynił go bardzo różnym od tego, co zaprezentował artysta przed rokiem. To publiczność wybrała ten koncert w plebiscycie i to ona jest także na tym koncercie niezwykle ważnym i pięknym obrazkiem, który tak chętnie w naszych koncertach pokazujemy.

## Lista utworów
Opracowano na podstawie materiału źródłowego.
1. "Intro"
2. "Think About Tomorrow"
3. "Raz, dwa, w górę ręce"
4. "Could You Be Loved"
5. "Dni, których nie znamy"
6. "Salut"
7. "Let's stop"
8. "Chodź, ucieknijmy"
9. "Jestem sobą"
10. "Euforia"
11. "Szanuj"
12. "Dancehall Queen"
13. "Rootsman Soul"
14. "Bania"
15. "Baddaz"
16. "Cisza"
17. "Wręczenie Złotego Bączka"
18. "Chwile jak te"

### Materiały dodatkowe
1. Wywiad po koncertowy z Kręcioła.TV
2. Slideshow